# Cantó de Fours
El cantó de Fours és un cantó francès del departament del Nièvre, situat al districte de Château-Chinon(Ville). Té 10 municipis i el cap és Fours.

## Municipis
- Cercy-la-Tour
- Charrin
- Fours
- Montambert
- La Nocle-Maulaix
- Saint-Gratien-Savigny
- Saint-Hilaire-Fontaine
- Saint-Seine
- Ternant
- Thaix

## Història
| Data d'elecció                           | Identitat       | Partit           | Qualitat |
| ---------------------------------------- | --------------- | ---------------- | -------- |
| 1945-1949                                | M. Laudet       | PCF              |          |
| 1949-1958                                | M. Coudant      | UDSR             |          |
| 1958-1961                                | M. Colin        | UDSR             |          |
| 1961-1967                                | M. Lambert      | PCF              |          |
| 1967-1985                                | Pierre Charleuf | FGDS, després PS |          |
| 1985-2011                                | Gérard Genty    | PS               |          |
| 2011-                                    | Michel Mulot    | PS               |          |
| les dades anteriors no són pas conegudes |                 |                  |          |
|                                          |                 |                  |          |

## Demografia
| A partir de 1990: Població sense dobles comptes |